# CF Badalona
Club de Fútbol Badalona – hiszpański klub piłkarski, grający w Segunda División B, mający siedzibę w mieście Badalona.

## Historia
Klub został założony w 1903 roku jako Foot-ball Bétulo Club przez katalońskiego sportowca i muzyka Francesca Viñasa Boscha. Na barwy klubowe wybrano kolory czerwony i niebieski, a klub swoje mecze rozgrywał na stadionie Plaza del Sol w Casagemes. W 1906 roku klub przeniósł się na stadion Campo de Montgat. W 1908 roku zmieniono barwy klubowe na niebiesko-białe, gdyż kolory czerwony i niebieski były takie same jak barwy FC Barcelona. Wtedy też klub zmienił nazwę na FC Badalona. W 1933 roku klub połączył się z FC Artiguense tworząc Badalona Esport Club. Rok później po raz pierwszy w swojej historii awansował do Segunda División. W 1936 roku przeniósł się na stadion Camp del Centenari. W 1941 roku zmienił na obowiązującą obecnie nazwę Club de Fútbol Badalona. W swojej historii spędził czternaście na drugim poziomie rozgrywek w Hiszpanii. Po raz ostatni (stan na 2016 rok) w Segunda División grał w sezonie 1967/1968.

## Historyczne nazwy
- 1903 – Foot-ball Bétulo Club
- 1908 – Foot-ball Club Badalona
- 1933 – Badalona Esport Club
- 1941 – Club de Fútbol Badalona

## Stadion
Domowe mecze klub rozgrywa na stadionie o nazwie Camp del Centenari, który może pomieścić 8800 widzów.

## Sezony
| Sezon      | Liga     | Miejsce | Puchar Króla |
| ---------- | -------- | ------- | ------------ |
| 1929/30    | 3ª       | 2.      |              |
| 1930/31    | 3ª       | 3.      |              |
| 1931/32    | 3ª       | 2.      |              |
| 1932/33    | 3ª       | 1.      |              |
| 1933/34    | 3ª       | 4.      |              |
| 1934/35    | 2ª       | 6.      |              |
| 1935/36    | 2ª       | 4.      |              |
| 1939/40    | 2ª       | 8.      |              |
| 1940/41    | 2ª       | 12.     |              |
| od 1941–42 | Regional | —       |              |
| do 1944–45 | Regional | —       |              |
| 1945/46    | 3ª       | 1.      |              |
| 1946/47    | 3ª       | 1.      |              |
| 1947/48    | 2ª       | 10.     |              |
| 1948/49    | 2ª       | 13.     |              |
| 1949/50    | 2ª       | 15.     |              |
| 1950/51    | 2ª       | 13.     |              |
| 1951/52    | 2ª       | 15.     |              |

| Sezon   | Liga | Miejsce | Puchar Króla |
| ------- | ---- | ------- | ------------ |
| 1952/53 | 3ª   | 4.      |              |
| 1953/54 | 3ª   | 11.     |              |
| 1954/55 | 3ª   | 8.      |              |
| 1955/56 | 3ª   | 5.      |              |
| 1956/57 | 3ª   | 2.      |              |
| 1957/58 | 3ª   | 14.     |              |
| 1958/59 | 3ª   | 6.      |              |
| 1959/60 | 3ª   | 8.      |              |
| 1960/61 | 3ª   | 1.      |              |
| 1961/62 | 3ª   | 6.      |              |
| 1962/63 | 3ª   | 2.      |              |
| 1963/64 | 2ª   | 14.     |              |
| 1964/65 | 2ª   | 14.     |              |
| 1965/66 | 2ª   | 12.     |              |
| 1966/67 | 2ª   | 10.     |              |
| 1967/68 | 2ª   | 9.      |              |
| 1968/69 | 3ª   | 4.      |              |
| 1969/70 | 3ª   | 2.      |              |

| Sezon      | Liga     | Miejsce | Puchar Króla |
| ---------- | -------- | ------- | ------------ |
| 1970/71    | 3ª       | 11.     |              |
| 1971/72    | 3ª       | 17.     |              |
| od 1972–73 | Regional | —       |              |
| do 1976–77 | Regional | —       |              |
| 1977/78    | 3ª       | 13.     |              |
| 1978/79    | 3ª       | 2.      |              |
| 1979/80    | 3ª       | 11.     |              |
| 1980/81    | 3ª       | 3.      |              |
| 1981/82    | 3ª       | 2.      |              |
| 1982/83    | 3ª       | 3.      |              |
| 1983/84    | 3ª       | 3.      |              |
| 1984/85    | 3ª       | 11.     |              |
| 1985/86    | 3ª       | 19.     |              |
| 1986/87    | Regional | —       |              |
| 1987/88    | 3ª       | 5.      |              |
| 1988/89    | 3ª       | 18.     |              |
| od 1989–90 | Regional | —       |              |
| do 1992–93 | Regional | —       |              |

| Sezon   | Liga     | Miejsce | Puchar Króla |
| ------- | -------- | ------- | ------------ |
| 1993/94 | 3ª       | 6.      |              |
| 1994/95 | 3ª       | 18.     |              |
| 1995/96 | Regional | —       |              |
| 1996/97 | Regional | —       |              |
| 1997/98 | 3ª       | 12.     |              |
| 1998/99 | 3ª       | 13.     |              |
| 1999/00 | 3ª       | 18.     |              |
| 2000/01 | Regional | —       |              |
| 2001/02 | Regional | —       |              |
| 2002/03 | 3ª       | 1.      |              |
| 2003/04 | 3ª       | 1.      |              |
| 2004/05 | 2ªB      | 9.      |              |
| 2005/06 | 2ªB      | 1.      |              |
| 2006/07 | 2ªB      | 5.      |              |
| 2007/08 | 2ªB      | 10.     |              |
| 2008/09 | 2ªB      | 9.      |              |
| 2009/10 | 2ªB      | 12.     |              |
| 2010/11 | 2ªB      | 2.      |              |

| Sezon   | Liga | Miejsce | Puchar Króla |
| ------- | ---- | ------- | ------------ |
| 2011/12 | 2ªB  | 4.      |              |
| 2012/13 | 2ªB  | 13.     | I runda      |
| 2013/14 | 2ªB  | 13.     |              |
| 2014/15 | 2ªB  | 7.      |              |
| 2015/16 | 2ªB  |         |              |

- 14 sezonów in Segunda División
- 12 sezonów in Segunda División B
- 40 sezonów in Tercera División
- 18 sezonów in Categorías Regionales